# Società Nazionale Officine di Savigliano
Die Società Nazionale Officine di Savigliano, abgekürzt SNOS und bekannt als Savigliano, war ein italienisches metallverarbeitendes und elektrotechnisches Unternehmen mit Sitz in Savigliano in der Region Piemont.

## Unternehmensgeschichte
Das Unternehmen wurde 1880 gegründet, seinen Schwerpunkt bildet die Stahlherstellung sowie der Bahnbau (Schienen und rollendes Material) und der Eisenbrückenbau.

## Raupentraktoren

### Geschichte
Während ihres Einsatzes in Russland im Zweiten Weltkrieg wurde die italienische Armee mit Wegeverhältnissen konfrontiert, die ihr bislang unbekannt waren und für die sie auch keine geeigneten Kraftfahrzeuge besaß. Das einzige Fahrzeug, das zumindest in der Matsch- und Schlammperiode den Verhältnissen gewachsen war, war der russische Stalinez-65-Raupenschlepper, von dem etliche erbeutet worden waren. Infolgedessen benötigte die italienische Armee ein ähnliches Fahrzeug, ein Entwicklungsauftrag hierzu erging an die Società Nazionale Officine di Savigliano, ein weiterer an Vender.
Der bei Savigliano entworfene Traktor erhielt die Bezeichnung OS 88. Das Fahrzeug hatte einen Fünfzylinder-Dieselmotor von Lancia und ein Kettenlaufwahrwerk mit fünf Lauf- und zwei Stützrollen. Einen 1942 fertiggestellten Prototyp beschlagnahmte die deutsche Wehrmacht nach der Besetzung Italiens im September 1943.
Gleichwohl begann die Serienfertigung. 1944 wurden 91, im Januar und Februar 1945 zusammen zehn Schlepper fertiggestellt. Nach Kriegsende wurde die Produktion des Schleppers bis 1950 fortgesetzt.
1949 erschien als Nachfolger der Savigliano OS 110 mit stärkerem Motor, der bis 1952 gebaut wurde. Er kostete 1951 10 Mio. Italienische Lira, also nach damaligem Kurs etwa 70.000 DM.
Den Schluss bildete der von 1954 bis 1955 in 21 Exemplaren gebaute Savigliano Ciclope 105; damit endete die Fertigung von Raupenfahrzeugen bei Savigliano.

### Technische Daten
Die oben genannten Fahrzeugtypen hatten folgende technischen Daten:
| Typ         | Fahrgest. | Bauj.   | Gew.(kg) | Länge(mm) | Breite(mm) | Motor         | Zylinder | Bo/Hub  | cm³    | PS/min   |
| ----------- | --------- | ------- | -------- | --------- | ---------- | ------------- | -------- | ------- | ------ | -------- |
| OS 88       | Raupe     | 1944–50 | 9030     | 4440      | 2150       | Lancia 102    | 5        | 108/150 | 6875   | 93/1600  |
| OS 110      | Raupe     | 1950–52 | 10.800   | 4000      | 2300       | Lancia OS 864 | 6        | 108/150 | 8250   | 110/1700 |
| Ciclope 105 | Raupe     | 1954–55 | 11.600   | 4120      | 2450       | Fiat 203.0/15 | 6        | 122/145 | 10.170 | 105/1500 |